# Roger Claessen
Roger Claessen (ur. 27 września 1941 w Warsage  – zm. 3 października 1982 w Liège) – belgijski piłkarz grający na pozycji napastnika. Był reprezentantem Belgii.

## Kariera klubowa
Swoją karierę piłkarską Claessen rozpoczynał w juniorach takich klubów jak: Etoile Dahem (1954-1956) i Standard Liège (1956-1958). W 1958 roku awansował do pierwszego zespołu Standardu i zadebiutował w nim w sezonie 1958/1959 w pierwszej lidze belgijskiej. Wraz ze Standardem dwukrotnie zostawał mistrzem Belgii w sezonach 1960/1961 i 1962/1963 oraz dwukrotnie wicemistrzem w sezonach 1961/1962 i 1964/1965. Zdobył też dwa Puchary Belgii w sezonach 1965/1966 i 1966/1967. W sezonie 1967/1968 strzelając 20 goli w lidze został wraz z Paulem Van Himstem królem strzelców. Był również królem strzelców Pucharu Zdobywców Pucharów w sezonie 1966/1967. W sezonie 1961/1962 dotarł ze Standardem do półfinału Pucharu Europy (0:2 i 0:4 z Realem Madryt).
W 1968 roku Claessen odszedł ze Standardu do Alemannii Aachen. W sezonie 1968/1969 wywalczył z nią wicemistrzostwo Republiki Federalnej Niemiec. W 1970 roku wrócił do Belgii i przez dwa lata grał w Beerschocie VAC, z którym w sezonie 1970/1971 zdobył Puchar Belgii. Z kolei w latach 1972-1974 występował w Crossing Schaerbeek, a w latach 1974-1976 w RJS Bas-Oha.
| Sezon   | Klub                | Kraj   | Rozgrywki   | Mecze | Gole |
| ------- | ------------------- | ------ | ----------- | ----- | ---- |
| 1958/59 | Standard Liège      | Belgia | Division 1  | 6     | 2    |
| 1959/60 | Standard Liège      | Belgia | Division 1  | 1     | 0    |
| 1960/61 | Standard Liège      | Belgia | Division 1  | 19    | 13   |
| 1961/62 | Standard Liège      | Belgia | Division 1  | 23    | 21   |
| 1962/63 | Standard Liège      | Belgia | Division 1  | 17    | 10   |
| 1963/64 | Standard Liège      | Belgia | Division 1  | 18    | 20   |
| 1964/65 | Standard Liège      | Belgia | Division 1  | 27    | 11   |
| 1965/66 | Standard Liège      | Belgia | Division 1  | 18    | 11   |
| 1966/67 | Standard Liège      | Belgia | Division 1  | 24    | 16   |
| 1967/68 | Standard Liège      | Belgia | Division 1  | 27    | 20   |
| 1968/69 | Alemannia Aachen    | RFN    | Bundesliga  | 29    | 9    |
| 1969/70 | Alemannia Aachen    | RFN    | Bundesliga  | 15    | 2    |
| 1970/71 | Beerschot VAC       | Belgia | Division 1  | 2     | 0    |
| 1971/72 | Beerschot VAC       | Belgia | Division 1  | 5     | 3    |
| 1972/73 | Crossing Schaerbeek | Belgia | Division 1  | 30    | 0    |
| 1973/74 | Crossing Schaerbeek | Belgia | Division 1  | 28    | 2    |
| 1974/75 | RJS Bas-Oha         | Belgia | Division 3B | 27    | 2    |
| 1975/76 | RJS Bas-Oha         | Belgia | Division 3B | ?     | ?    |

## Kariera reprezentacyjna
W reprezentacji Belgii Claessen zadebiutował 20 maja 1961 w przegranym 1:2 meczu eliminacji do MŚ 1962 ze Szwajcarią, rozegranym w Lozannie i w 83. minucie tego meczu strzelił gola. W kadrze Belgii grał również w eliminacjach do Euro 68. Od 1961 do 1968 roku rozegrał 17 meczów i strzelił 7 goli w kadrze narodowej.